# Terlo, Starîi Sambir
Terlo (în ucraineană Терло) este localitatea de reședință a comunei Terlo din raionul Starîi Sambir, regiunea Liov, Ucraina.

## Demografie
Componența lingvistică a localității Terlo
     Ucraineană (99,68%)
     Alte limbi (0,32%)
Conform recensământului din 2001, majoritatea populației localității Terlo era vorbitoare de ucraineană (99,68%), existând în minoritate și vorbitori de alte limbi.